# Südasienspiele 2010/Badminton
Bei den Südasienspielen 2010 wurden vom 30. Januar bis zum 4. Februar 2010 im Wooden-Floor Gymnasium in Dhaka sieben Badmintonwettbewerbe ausgetragen.

## Medaillengewinner
| Disziplin    | Gold                                                                                                 | Silber | Bronze |
| ------------ | --- | --- | --- |
| Herreneinzel | Chetan Anand                                                                                         | R. M. V. Gurusaidutt | Dinuka Karunaratne                                                                                                |
| Herreneinzel | Chetan Anand                                                                                         | R. M. V. Gurusaidutt | Ahsan Qamar |
| Dameneinzel  | Sayali Gokhale                                                                                       | Trupti Murgunde | Palwasha Bashir                                                                                                   |
| Dameneinzel  | Sayali Gokhale                                                                                       | Trupti Murgunde | Thilini Jayasinghe                                                                                                |
| Herrendoppel | Rupesh Kumar Sanave Thomas                                                                           | Chetan Anand Valiyaveetil Diju | Rajitha Sandeepana Dhanayaka Hasitha Chanaka                                                                      |
| Herrendoppel | Rupesh Kumar Sanave Thomas                                                                           | Chetan Anand Valiyaveetil Diju | Rizwan Azam Sulehri Kashif Ali                                                                                    |
| Damendoppel  | Aparna Balan Shruti Kurien                                                                           | P. C. Thulasi Ashwini Ponnappa | Chandrika de Silva Nadeesha Gayanthi                                                                              |
| Damendoppel  | Aparna Balan Shruti Kurien                                                                           | P. C. Thulasi Ashwini Ponnappa | Achini Nimeshika Ratnasiri Upuli Samanthika Weerasinghe                                                           |
| Mixed        | Valiyaveetil Diju Ashwini Ponnappa                                                                   | Sanave Thomas Aparna Balan | Rasel Kabir Sumon Shapla Akhter                                                                                   |
| Mixed        | Valiyaveetil Diju Ashwini Ponnappa                                                                   | Sanave Thomas Aparna Balan | Niluka Karunaratne Chandrika de Silva                                                                             |
| Herrenteam   | Indien Chetan Anand R. M. V. Gurusaidutt Aditya Prakash Sanave Thomas Rupesh Kumar Valiyaveetil Diju | Sri Lanka Niluka Karunaratne Diluka Karunaratne Dinuka Karunaratne Nuwan Hettiarachchi Rajitha Sandeepana Dhanayaka Hasitha Chanaka     | Bangladesch Saif Uddin Ahsan Habib Parash Md Rais Uddin Rasel Kabir Sumon Mohammad Anamul Haque Jamil Ahmed Dulal |
| Herrenteam   | Indien Chetan Anand R. M. V. Gurusaidutt Aditya Prakash Sanave Thomas Rupesh Kumar Valiyaveetil Diju | Sri Lanka Niluka Karunaratne Diluka Karunaratne Dinuka Karunaratne Nuwan Hettiarachchi Rajitha Sandeepana Dhanayaka Hasitha Chanaka     | Nepal Sahadev Khadka Bishal Pradhan Kishor Rana Bikash Shrestha Ratnajit Tamang Sajan Krishna Tamrakar            |
| Damenteam    | Indien Sayali Gokhale Trupti Murgunde P. C. Thulasi Shruti Kurien Aparna Balan Ashwini Ponnappa      | Sri Lanka Thilini Jayasinghe Chandrika de Silva Achini Nimeshika Ratnasiri Upuli Samanthika Weerasinghe Lekha Shehani Nadeesha Gayanthi | Bangladesch Shapla Akhter Rozina Akter Konika Rani Adhikary Alina Sultana Dulali Hulder Jebunnesa Seema           |
| Damenteam    | Indien Sayali Gokhale Trupti Murgunde P. C. Thulasi Shruti Kurien Aparna Balan Ashwini Ponnappa      | Sri Lanka Thilini Jayasinghe Chandrika de Silva Achini Nimeshika Ratnasiri Upuli Samanthika Weerasinghe Lekha Shehani Nadeesha Gayanthi | Nepal Sara Devi Tamang Sujana Shrestha Pooja Shrestha Nangsal Tamang Punam Gurung Sabina Panthi                   |

## Ergebnisse

### Herreneinzel
- Md Rais Uddin –  Ratnajit Tamang: 21-7 / 16-21 / 21-16
- Dinuka Karunaratne –  Wajid Ali Chaudhry: 21-11 / 24-22
- Niluka Karunaratne –  Uddin Saif: 21-11 / 21-10
- Qamar Ahsan –  Nasheeu Sharafuddeen: 21-16 / 21-18
- Chetan Anand –  Md Rais Uddin: 21-19 / 21-10
- Qamar Ahsan –  Bikash Shrestha: 21-14 / 21-11
- R. M. V. Gurusaidutt –  Niluka Karunaratne: 21-12 / 21-13
- Dinuka Karunaratne –  Mohamed Ajfan Rasheed: 21-7 / 21-12
- Chetan Anand –  Dinuka Karunaratne: 21-15 / 21-5
- R. M. V. Gurusaidutt –  Qamar Ahsan: 21-15 / 21-11
- Chetan Anand –  R. M. V. Gurusaidutt: 21-16 / 21-8

### Dameneinzel
- Palwasha Bashir –  Rozina Akter: 21-9 / 21-12
- Thilini Jayasinghe –  Alina Sultana: 21-16 / 21-11
- Sayali Gokhale –  Achini Nimeshika Ratnasiri: 21-13 / 23-21
- Palwasha Bashir –  Sujana Shrestha: 21-12 / 21-18
- Thilini Jayasinghe –  Sara Khan: 21-15 / 21-10
- Trupti Murgunde –  Sara Devi Tamang: 21-7 / 21-15
- Sayali Gokhale –  Palwasha Bashir: 21-8 / 21-3
- Trupti Murgunde –  Thilini Jayasinghe: 21-10 / 21-18
- Sayali Gokhale –  Trupti Murgunde: 21-16 / 8-3 ret.

### Herrendoppel
- Diluka Karunaratne /  Dinuka Karunaratne –  Rasel Rasel Kabir /  Parash Md. Ahsun Habib: 21-14 / 18-21 / 10-6
- Mohamed Ajfan Rasheed /  Hassan Afsheem Shaheem –  Kishor Rana /  Sajan Krishna Tamrakar: 22-24 / 21-15 / 21-14
- Wajid Ali Chaudhry /  Imran Mohib –  Hussain Riyaz /  Nasheeu Sharafuddeen: 21-11 / 21-12
- Mohammad Anamul Haque /  Ahmed Md. Jamil –  Bikash Shrestha /  Pradhan Bishal: 21-8 / 21-12
- Rizwan Azam /  Sulehri Kashif Ali –  Diluka Karunaratne /  Dinuka Karunaratne: 21-19 / 21-14
- Hasitha Chanaka /  Rajitha Sandeepana Dhanayaka –  Wajid Ali Chaudhry /  Imran Mohib: 24-22 / 21-14
- Rupesh Kumar /  Sanave Thomas –  Mohamed Ajfan Rasheed /  Hassan Afsheem Shaheem: 21-11 / 21-11
- Chetan Anand /  Valiyaveetil Diju –  Mohammad Anamul Haque /  Ahmed Md. Jamil: 21-7 / 21-12
- Rupesh Kumar /  Sanave Thomas –  Rizwan Azam /  Sulehri Kashif Ali: 21-14 / 21-13
- Chetan Anand /  Valiyaveetil Diju –  Hasitha Chanaka /  Rajitha Sandeepana Dhanayaka: 21-12 / 21-11
- Rupesh Kumar /  Sanave Thomas –  Chetan Anand /  Valiyaveetil Diju: 21-19 ret.

### Damendoppel
- Achini Nimeshika Ratnasiri /  Upuli Samanthika Weerasinghe –  Aktar Shapla /  Konika Rani Adhikary: 21-16 / 21-6
- Ayesha Akram /  Palwasha Bashir –  Dulali Hulder /  Jebunnesa Seema: 21-14 / 21-16
- Aparna Balan /  Shruti Kurien –  Pooja Shrestha /  Sara Devi Tamang: 21-8 / 21-8
- Achini Nimeshika Ratnasiri /  Upuli Samanthika Weerasinghe –  Sara Khan /  Aneeqa Rana: 21-5 / 21-15
- Chandrika de Silva /  Murukkuwadura N.G –  Ayesha Akram /  Palwasha Bashir: 21-8 / 21-17
- P. C. Thulasi /  Ashwini Ponnappa –  Sujana Shrestha /  Nagshala D. Tamang: 21-4 / 21-7
- Aparna Balan /  Shruti Kurien –  Achini Nimeshika Ratnasiri /  Upuli Samanthika Weerasinghe: 21-7 / 21-8
- P. C. Thulasi /  Ashwini Ponnappa –  Chandrika de Silva /  Murukkuwadura N.G: 21-8 / 21-13
- Aparna Balan /  Shruti Kurien –  P. C. Thulasi /  Ashwini Ponnappa: 21-19 / 22-20

### Mixed
- Rasel Rasel Kabir /  Aktar Shapla –  Bikash Shrestha /  Sara Devi Tamang: 21-16 / 21-16
- Niluka Karunaratne /  Chandrika de Silva –  Parash Md. Ahsun Habib /  Konika Rani Adhikary: 21-19 / 17-21 / 21-11
- Valiyaveetil Diju /  Ashwini Ponnappa –  Rizwan Azam /  Palwasha Bashir: 21-10 / 21-9
- Rasel Rasel Kabir /  Aktar Shapla –  Dinuka Karunaratne /  Lekha Shehani: 21-19 / 15-21 / 22-20
- Niluka Karunaratne /  Chandrika de Silva –  Imran Mohib /  Ayesha Akram: 21-7 / 22-20
- Sanave Thomas /  Aparna Balan –  Ratnajit Tamang /  Pooja Shrestha: 21-4 / 21-4
- Valiyaveetil Diju /  Ashwini Ponnappa –  Rasel Rasel Kabir /  Aktar Shapla: 21-14 / 21-6
- Sanave Thomas /  Aparna Balan –  Niluka Karunaratne /  Chandrika de Silva: 21-14 / 21-13
- Valiyaveetil Diju /  Ashwini Ponnappa –  Sanave Thomas /  Aparna Balan: 21-11 / 21-15

## Medaillenspiegel
| Rang   | Land        | Gold | Silber | Bronze | Gesamt |
| ------ | ----------- | ---- | ------ | ------ | ------ |
| 1      | Indien      | 7    | 5      | 0      | 12     |
| 2      | Sri Lanka   | 0    | 2      | 6      | 8      |
| 3      | Bangladesch | 0    | 0      | 3      | 3      |
| 4      | Pakistan    | 0    | 0      | 3      | 3      |
| 5      | Nepal       | 0    | 0      | 2      | 2      |
| Gesamt | Gesamt      | 7    | 7      | 14     | 28     |